# Nicolás Navarro
Nicolás Navarro Castro (ur. 17 września 1963 w mieście Meksyk) – były meksykański piłkarz występujący na pozycji bramkarza.

## Kariera klubowa
Navarro jest wychowankiem Necaxy, w której zadebiutował w 1983 roku w spotkaniu z C.F. Oaxtepec (0:0). Barwy klubu z Aguascalientes reprezentował przez 14 lat i w tym czasie rozegrał aż 424 spotkania. W latach 1997–1999 grał też w Cruz Azul i Pachuce, aby w 1999 roku powrócić do Necaxy i zakończyć w niej karierę w wieku 40 lat. W zespole z Aguascalientes Navarro rozegrał 489 spotkań, co jest rekordem w historii klubu.

## Kariera reprezentacyjna
Nicolás Navarro był członkiem reprezentacji Meksyku w latach 1994-1995. Rozegrał w tym czasie zaledwie 3 spotkania. W barwach El Tri występował na turniejach takich jak: Copa América 1993, Puchar Konfederacji 1995 i Copa América 1995.

## Kariera trenerska
Po zakończeniu kariery piłkarskiej Navarro trenował bramkarzy w C.F. Monterrey, a od 10 grudnia 2010 pełni tę rolę w reprezentacji Meksyku.